# Édouard de Pompéry
Édouard de Pompéry, né en 1812 à Couvrelles (Aisne) et mort le 23 novembre 1895 dans le 16e arrondissement de Paris, est un journaliste politique, publiciste et essayiste français.

## Biographie
Édouard de Pompéry est un des fils de Louis Charles Hyacinthe de Pompéry (1787-1854) et de Aline Marie Sylvie Alleno de Saint Aloüarn (1789-1820). Il est le petit-fils de Anne-Marie Audouyn de Pompery dont il fait publier la correspondance en 1884. Ses frères sont Théophile et Henry de Pompéry. Les enfants Pompéry sont éduqués dans un milieu cultivé, influencé par les théories des physiocrates et les idées libérales de Benjamin Constant.  
Il fit ses études de droit à Rennes, où il fut reçu avocat et s'intéressa à la philosophie politique et aux sciences sociales. 
Socialiste sous le Second Empire, il participe aux travaux de la Ligue de l’enseignement de Jean Macé.

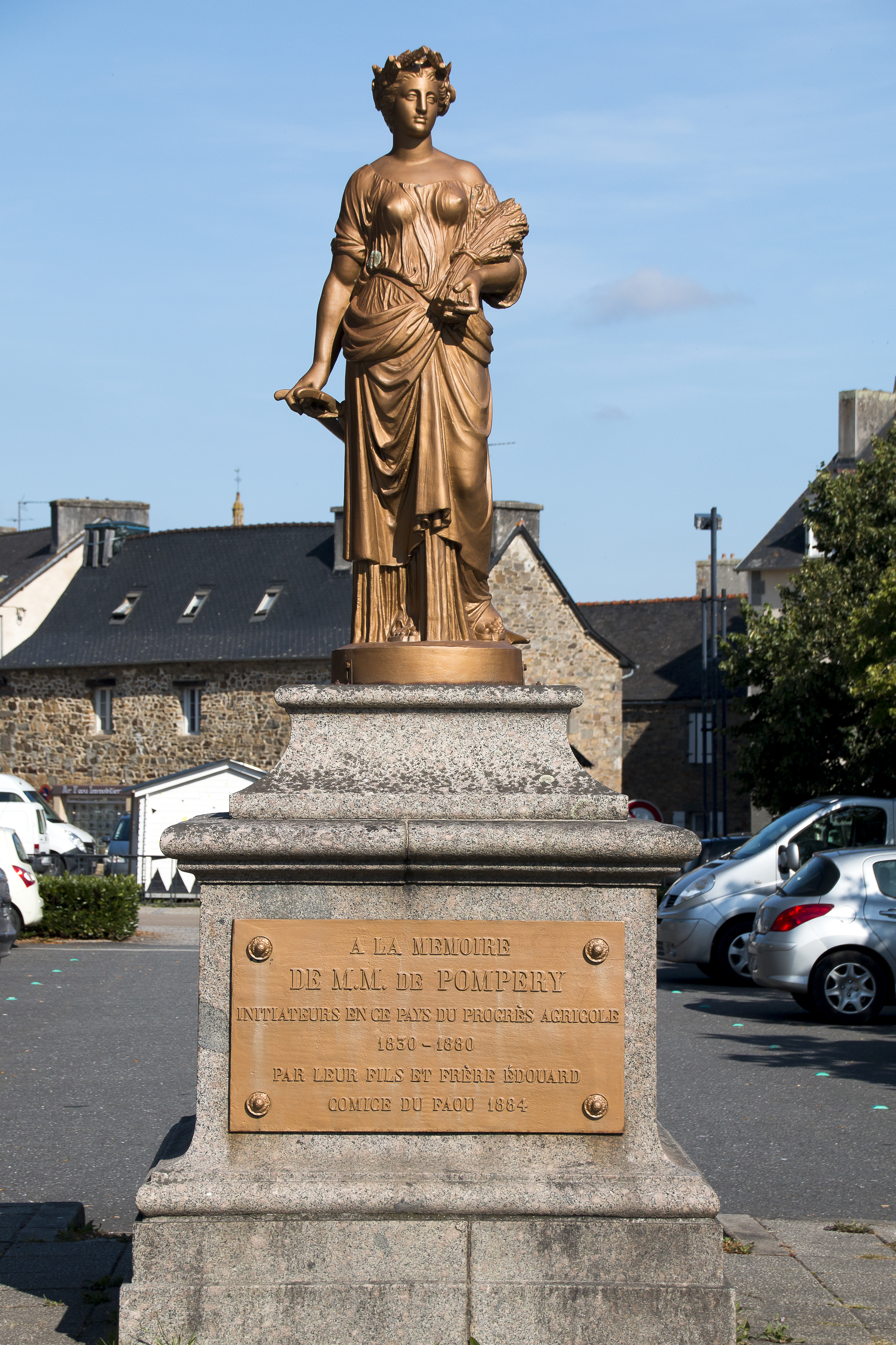
L'Agriculture, statue de Mathurin Moreau au Faou - Texte de la plaque : A la mémoire de MM. de Pompéry* initiateurs en ce pays du progrès agricole. 1830-1880. Par leur fils et frère Édouard - Comice du Faou 1884 - * (Louis-Charles, son père, Théophile et Henry, ses frères)

Rédacteur à La Démocratie pacifique, il organise pendant la Monarchie de Juillet, des conférences dans la région de Brest qui contribuent aux échanges entre fouriéristes et francs-maçons. Notamment il donne en 1839 un cours public dans une loge franc-maçonne de Brest sur les phalanstères et publie en 1841 Théorie de l'association et de l'unité universelle. 
Il fréquente des féministes comme Flora Tristan, Zoé Gatti de Gamond ou George Sand et publie en 1864 La femme dans l'humanité, sa nature, son rôle et sa valeur sociale en 1864.  
Il publie aussi des biographies diverses de : Voltaire, Béranger, Beethoven, etc. 
Il écrit aussi différents ouvrages pro-républicains comme La fin du Bonapartisme, Le Veuillotisme et la religion, Despotisme ou socialisme ?, s'opposant à Napoléon III. 
Édouard de Pompéry soutient François-Vincent Raspail à l'élection présidentielle de 1848. Il est candidat aux élections législatives de 1848, puis à celles du 8 février 1871 dans le Finistère, mais ne fut pas élu. 
Il rejoint Benoît Malon et sa Revue socialiste à la fin de sa vie.
Il décède à Paris le 23 novembre 1895 ; son testament prévoit un legs en faveur des écoles du Faou et de Rosnoën.

## Publications
Quelques-unes de ses publications :
- 1864 : La Femme dans l'Humanité.
- 1867 : Le vrai Voltaire, l'homme et le penseur.
- 1872 : La fin du bonapartisme.
- 1785 : Un cas de socialisme pratique : le familistère de Guise.
- 1879 : Blanquisme et opportunisme.
- 1879 : Les Jésuites et le jésuitisme.
- 1880 : Voltaire, sa vie, son caractère, ses œuvres.
- 1882 : Appel aux socialistes de toute nuance. Extinction du paupérisme, conséquence du travail-fonction.
- 1891 : La morale naturelle et la religion de l'humanité.
- 1892 : Simple métaphysique.
- 1892 : Appel aux vrais socialistes. Les Thélémites de Rabelais et les Harmoniens de Fourier.
- 1893 : Quintessences féminines.
- 1893 : Le Dernier mot du socialisme rationnel, suite et conclusion des "Thélémites" de Rabelais et des "Harmoniens" de Fourier. Le sentiment de justice et l'idée d'organisation sociale
- 1894 : À la mémoire de mon ami B.Malon. Le dernier mot du socialisme rationnel.